# Вазье
Вазье́ (фр. Waziers) — коммуна во Франции, регион О-де-Франс, департамент Нор, кантон Сен-ле-Нобль. Пригород Дуэ, примыкает к нему с северо-востока, в 3 км от центра города, в 1 км от автомагистрали А21 «Рокада миньер», на берегу реки Скарп.
Население (2017) — 7 452 человека.

## История
Территория Вазье была заселена приблизительно с III века; об этом свидетельствуют найденные монеты галло-римского периода, выставленные в музее де ла Шартрёз в Дуэ. Нынешнее название города появилось в XIII веке и означает «болотистая местность».
История Вазье последних двух веков тесно связана с добычей угля из месторождения, открытого здесь в 1851 году. Город считается оплотом французских коммунистов — с начала XX века практически неизменно пост мэра занимали представители этой партии. В 1951 году Морис Торез выступил здесь с речью о необходимости увеличения добычи угля.

## Достопримечательности
- Церковь Нотр-Дам де Минёр, построенная в 1929 году по проекту известного архитектора Луи Мари Кордонье; включена в список Всемирного наследия ЮНЕСКО
- Церковь Святой Риктруды
- Шато Жерюзалем

## Экономика
Структура занятости населения:
- сельское хозяйство — 0,7 %
- промышленность — 10,2 %
- строительство — 5,1 %
- торговля, транспорт и сфера услуг — 47,8 %
- государственные и муниципальные службы — 36,2 %

Уровень безработицы (2017) — 26,9 % (Франция в целом — 13,4 %, департамент Нор — 17,6 %). 

Среднегодовой доход на 1 человека, евро (2017) — 15 470 (Франция в целом — 21 110, департамент Нор — 19 490).

## Демография
Динамика численности населения, чел.

## Администрация
Пост мэра Вазье с 2020 года возглавляет Лоран Демон (Laurent Desmons). На муниципальных выборах 2020 года возглавляемый им левый список одержал победу в 1-м туре, получив 57,63 % голосов.
| Период | Период | Фамилия       | Партия                  | Примечания                            |
| ------ | ------ | ------------- | ----------------------- | ------------------------------------- |
| 1974   | 1992   | Марк Дюкен    | Коммунистическая партия | металлург                             |
| 1992   | 2002   | Мишель Монсьё | Коммунистическая партия | учитель                               |
| 2002   | 2020   | Жак Мишон     | Коммунистическая партия | член Генерального совета департамента |
| 2020   |        | Лоран Демон   | Разные левые            |                                       |

## Знаменитые уроженцы
- Жорж Претр (1924), дирижер

## Галерея

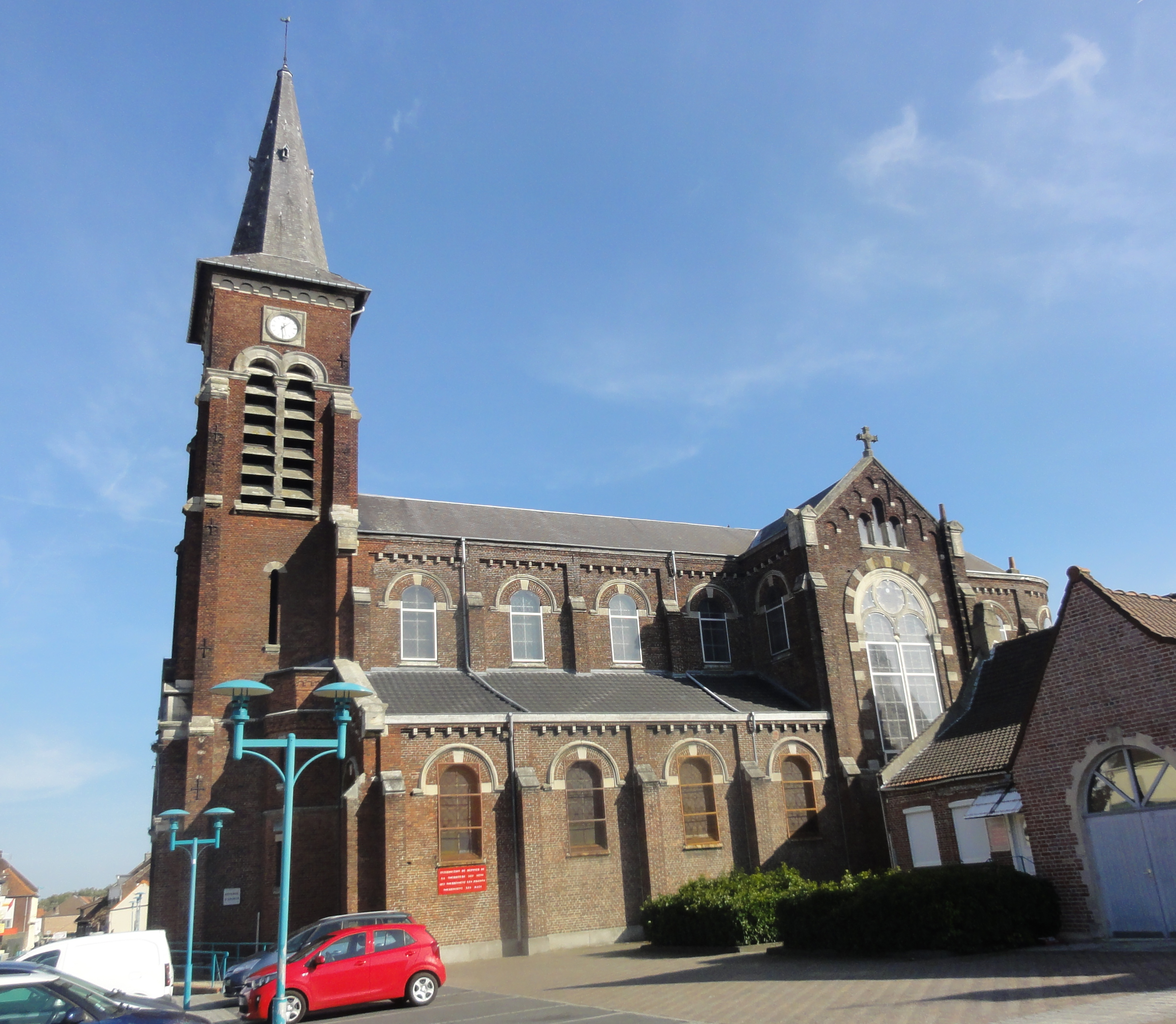
Церковь Святой Риктруды
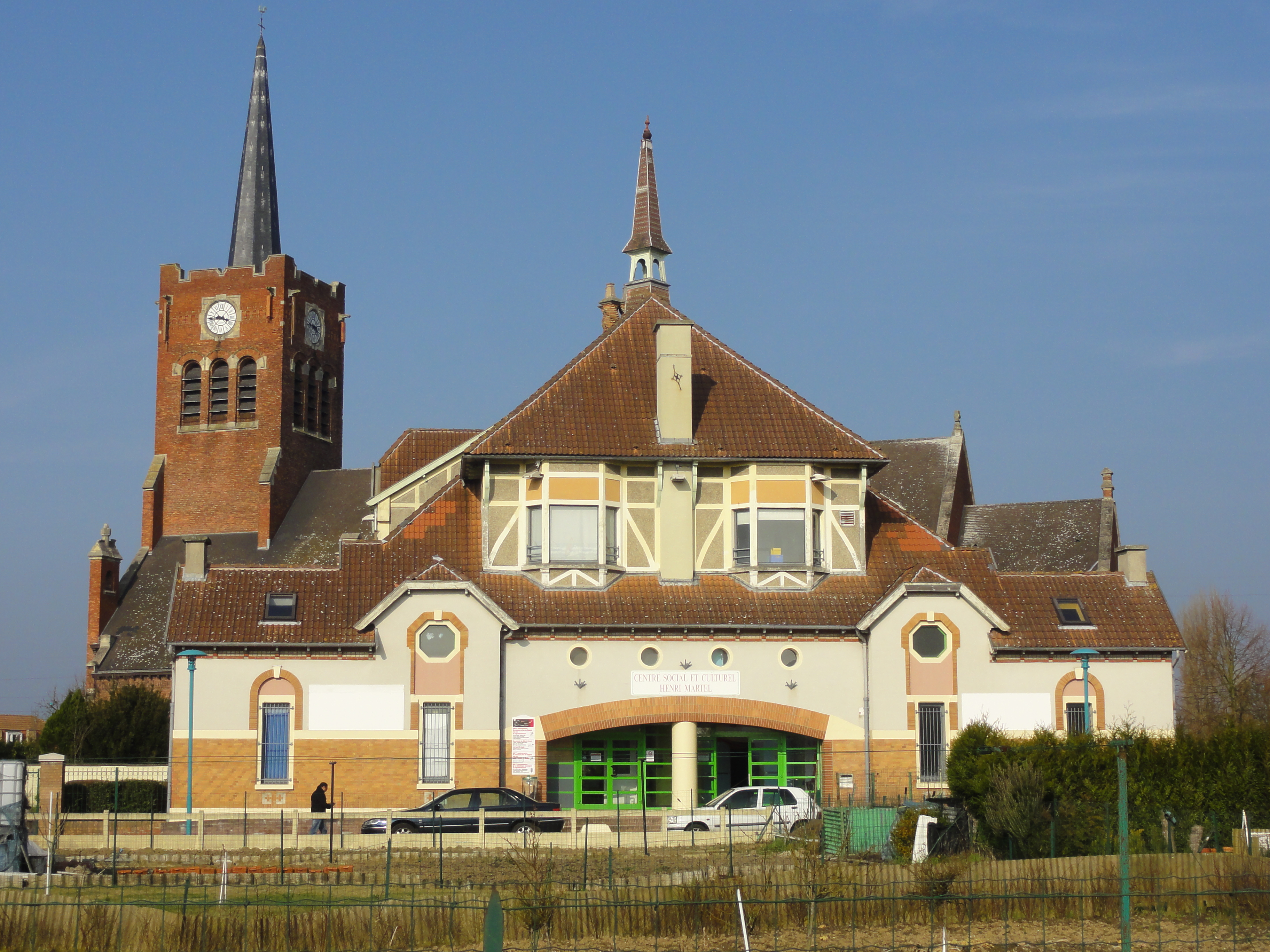
Медицинский центр в здании бывшей угольной шахты

1. 1 2  база данных о французских коммунах — Национальный географический институт Франции, 2015.